# الهادي التركي
الهادي التركي هو فنان تونسي، ولد في 15 ماي 1922 بتونس العاصمة. درس فن الرسم في أكاديمية روما للفنون الجميلة بروما في أواسط الخمسينات، وعمل أستاذًا بالمدرسة الوطنية للفنون بتونس من 1962 إلى 1989 كما تحصل على عضوية الاتحاد العربي للفنون التشكيلية وعضوية الهيئة التنفيذية للجمعية العالمية للفنون التشكيلية التابعة لليونسكو بالإضافة إلى انتخابه مستشارًا مدى الحياة للجمعية العالمية للفنون التشكيلية في مؤتمر الجمعية سنة 1978.
تحصل الفنان الهادي التركي سنة 1986 على وسام الفنون والآداب الفرنسي وفاز سنة 1989 في تونس على وسام الاستحقاق الثقافي. زار جل دول العالم معرفًا بفنه ومدافعًا عن مدرسة تونس في الرسم وأبدعت ريشته أكثر من ألف لوحة.
الهادي التركي يعد رمزا من الرموز الفنية في تونس. تميز الهادي التركي ببحثه عن التواصل بين الأصالة والحداثة وتنوع الأنماط الفنية التي يحرص على تقديمها (تتنوع النماذج النسائية في رسوماته من المرأة الشابة إلى الأم إلى المرأة التقليدية). كما تميز بخصاله الإنسانية وبتأثير البيئة والتربية العربية الإسلامية في فنه.
أصدر زبير الأصرم كتابًا بعنوان «الهادي التركي» ضمن سلسلة «فنانون تونسيون» ويحتوي على 250 صفحة تضم لوحات للرسام الهادي التركي.